# サイバードライブゾイド
サイバードライブゾイドとは、ゲームボーイアドバンス用ソフト『サイバードライブゾイド 機獣の戦士ヒュウ』に登場する架空の兵器。

## 概要

### 商品仕様
2003年にタカラトミー（旧トミー）より発売されたゾイドの一種で、全二機種が発売。専用のコントローラーにより遠隔操作し、BB弾を使ってキット同士を対戦させるというコンセプトの元に制作された。同時期に発売されたGBAソフト『サイバードライブゾイド 機獣の戦士ヒュウ』とリンクさせることが可能で、赤外線通信アダプタをGBA本体に装着することで対応機をコントロールできる。さらにゲームとリンクさせた際にはゲーム内のストーリー進行に合わせてゾイド玩具の移動速度やHP値が上昇するようになっている。
CDZ-01 ディアブロタイガー
2003年6月発売。基本的な電動稼動式で、付属の専用コントローラーからの赤外線を受けて簡単な遠隔操作が出来る。背部のパーツからBB弾の発射ギミックがあり、同じサイバードライブゾイドとの対戦が可能。手動ギミックはコクピットの開閉、頭部のレーザーブレードと前足のカバーの展開。眼には発光ギミックも仕込まれ、状況に合わせて赤と緑に点光する。
CDZ-02 サイクロプス
2003年6月発売。ディアブロタイガーと同じく付属の専用コントローラーによる遠隔操作システムと背部砲塔からのBB弾の発射ギミック、そして眼部に発光ギミックを搭載している。手動ギミックはコクピットと口の開閉のみ。パーツは通常機の最強突撃長槍角と弐式の最強防御二又角が付いており、どちらか一つを選んで組み立てるコンパチ仕様である。
CDZ-EX ディアブロタイガーβ
GBAソフト『サイバードライブゾイド 機獣の戦士ヒュウ』のフルセット版の特典として同梱された。上記のαとはカラーリング以外にはデザイン、ギミックともに変更は無い。

### ゲーム中の活躍
サイクロプス、ディアブロタイガーともに『サイバードライブゾイド 機獣の戦士ヒュウ』に登場。ゲーム初期選択でどちらかを選ぶとプレイヤー使用機となり、選ばれなかったゾイドがライバル機として登場する。同ゲームに先駆けて、「ZOIDS VS.シリーズ」にも隠し機体扱いで登場している。

## ディアブロタイガー

### ディアブロタイガーα
| ディアブロタイガーα DIABLO TIGER α | ディアブロタイガーα DIABLO TIGER α                                                                                                  |
| ---------------------------------- | --- |
| 番号                               | CDZ-01 |
| 所属                               | ガイロス帝国 |
| 分類                               | タイガー型 |
| 全長                               | 13.4m |
| 全高                               | 8.8m |
| 重量                               | 75.0t |
| 最高速度                           | 240.0km/h |
| 武装                               | サイバーメタルキャノン サイバーファング サイバークロー×4 レーザーブレード×2 Eシールドジェネレーター×2 チャフディスペンサー 光学迷彩 |

遥か未来に作られ、その時代において最強となったと言われるゾイド。自分よりも強い相手を求めて過去の世界へとやって来た。非常にプライドが高い性格で、自分が認めた者の操縦しか受け付けない。瞬時に修復する再生能力を持ち、太陽エネルギーを吸収し動作する。ボディは液体金属製。
武装・装備
サイバーメタルキャノン
背部に装備。使用時には液体金属が盛り上がり形成される。
サイバーファング
頭部に装備
サイバークロー
四肢の爪。
レーザーブレード
頭部に装備
Eシールドジェネレーター
前肢部肩装甲内に装備
チャフディペンサー
後肢部肩装甲内に装備
光学迷彩
テクニカルデータに装備が確認できる

### ディアブロタイガーβ
| ディアブロタイガーβ DIABLO TIGER β | ディアブロタイガーβ DIABLO TIGER β                                                                                                  |
| ---------------------------------- | --- |
| 番号                               | CDZ-EX |
| 所属                               | ガイロス帝国 |
| 分類                               | タイガー型 |
| 全長                               | 13.4m |
| 全高                               | 8.8m |
| 重量                               | 75.0t |
| 最高速度                           | 240.0km/h |
| 武装                               | サイバーメタルキャノン サイバーファング サイバークロー×4 レーザーブレード×2 Eシールドジェネレーター×2 チャフディスペンサー 光学迷彩 |

ディアブロタイガーαの兄弟機。深紅のカラーリングが特徴で、武装には未来の技術が組み込まれている。クールな性格のαと違って極めて凶暴な性格であるとされ、今までいかなるパイロットにも牙を剥いて来たらしい。

## サイクロプス

### サイクロプス壱式
| サイクロプス壱式 CYCLOPS I | サイクロプス壱式 CYCLOPS I |
| -------------------------- | --- |
| 番号                       | CDZ-02 |
| 所属                       | ヘリック共和国 |
| 分類                       | エラスモテリウム型 |
| 全長                       | 15.5m |
| 全高                       | 8.3m |
| 重量                       | 85.2t |
| 最高速度                   | 180.0km/h |
| 武装                       | 爆裂鉄球砲（ダイナマイトバズーカ） 最強突撃長槍角（アルティメットロングホーン） 地対空二連装誘導弾×4 煙幕噴射機(スモークディスチャージャー)×4 |

古代遺跡から発見された長い角を持つエラスモテリウム型ゾイド。発見された時代において、偶然に未来よりやってきたディアブロタイガーαと邂逅し、それ以降ディアブロタイガーのライバルとして幾度も戦ったと言われている。10万年前の超古代文明がサイ型野生体をベースに作り上げたゾイドであり、本体内部には蒸気炉を内蔵。ピンチに陥るとこれで驚異的なパワーを発生させる。操縦席は頭部に有するが、背部には砲座を設ける。
『サイバードライブゾイド 機獣の戦士ヒュウ』の主人公機の一つとして初登場した。
武装・装備
爆裂鉄球砲（ダイナマイトバズーカ）
地対空二連装誘導弾
背部に装備
最強突撃長槍角（アルティメットストロングホーン）
頭部に装備
煙幕噴射機（スモークディスチャージャー）
四肢部肩装甲先端に装備

### サイクロプス弐式
| サイクロプス弐式 CYCLOPS II | サイクロプス弐式 CYCLOPS II                                                         |
| --------------------------- | ----------------------------------------------------------------------------------- |
| 分類                        | ブロントテリウム型                                                                  |
| 全長                        | 12m                                                                                 |
| 全高                        | 8.3m                                                                                |
| 重量                        | 85.0t                                                                               |
| 最高速度                    | 180.0km/h                                                                           |
| 武装                        | 爆裂鉄球砲（ダイナマイトバズーカ） 最強防御二又角 地対空二連装誘導弾×4 煙幕噴射機×4 |

上記のサイクロプスの兄弟機で、幅広の角状装備を持つブロントテリウム型ゾイド。角部は最強防御二又角（さいきょうぼうぎょにゆうかく）と呼ばれる。